# John Bradshaw (Psychologe)
John Elliot Bradshaw (* 29. Juni 1933 in Houston, Texas; † 8. Mai 2016 ebenda) war ein US-amerikanischer Philosoph, katholischer Theologe, Psychologe und Autor. Er widmete sich stark der therapeutischen und persönlichkeitsentwickelnden Arbeit mit dem inneren Kind und veröffentlichte dazu zahlreiche Bücher und Fernsehsendungen.

## Leben
Bradshaw wuchs in einer katholischen Familie in Houston auf. Er erlebte eine schwierige Kindheit, da sein Vater alkoholabhängig war. Er besuchte eine katholische Schule. Schon in der Pubertät wurde er selbst alkoholabhängig.
An der Universität Toronto studierte er von 1955 bis 1958 katholische Theologie und schloss den B.A. magna cum laude ab. Es folgte von 1960 bis 1963 der S.T.B. (Bachelor of Sacred Theology) und der M.A. in Philosophie. Er wurde ordinierter Priester mit dem Rufnamen Pater John, praktizierte sein Priestertum jedoch nur drei Jahre, weil er diesen Berufsweg als verfehlt erkannte. In seinem – auch autobiografisch geprägten – Buch Das Kind in uns berichtet er, dass er Priester wurde, weil er seinen Lebenssinn nicht gefunden hatte und das exzessive Ausleben von Sexualität und Alkoholkonsum ins Gegenteil verkehren wollte. Er heiratete 1969 Nancy Swanberg, war mit ihr zwanzig Jahre verheiratet und wurde Vater seines Sohnes John Elliott Bradshaw jun. Im Jahr 2003 heiratete er seine zweite Frau Karen Ann Mabrey, mit der er eine Tochter bekam.
1997 legte er an der Universität von Kalifornien in Santa Monica den Master in Spiritual Psychology ab.

## Arbeit
Von 1969 bis 1972 arbeitete er als Graduierter in Psychologie und Religion an der Universität. Er gehörte dem Vorstand des Palmer Drug Abuse Program von 1981 bis 1988 an und war dessen Präsident in Los Angeles. Er arbeitete als Psychotherapeut und Managementberater (u. a. für das Drug Abuse Program und eine Zeitlang für die amerikanische Ölindustrie). John Bradshaw war eine der bekanntesten Persönlichkeiten auf dem Gebiet der Familientherapie.

## Inhaltliche Aussagen
John Bradshaw entwickelte maßgeblich das Konzept des Inneren Kindes (inner child) und prägte den Begriff dysfunktionale Familie (dysfunctional family) in der öffentlichen Debatte.
Das Innere Kind bezeichnet und symbolisiert die im Gehirn gespeicherten Gefühle, Erinnerungen und Erfahrungen aus der eigenen Kindheit. Hierzu gehört das ganze Spektrum intensiver Gefühle, wie unbändige Freude, abgrundtiefer Schmerz, Glück und Traurigkeit, Intuition und Neugierde, Gefühle von Verlassenheit, Angst oder Wut. Das Innere Kind umfasst alles innerhalb des Bereiches von Sein, Fühlen und  Erleben, das speziellen Gehirnarealen zugeordnet werden kann. Das Konzept des „Inneren Kindes“ und die Aussöhnung und Umgang mit diesem ist heute Bestandteil vieler gängiger psychotherapeutischer Methoden geworden.
Eine wichtige Voraussetzung, um Gefühle gut in ein erwachsenes und selbstbestimmtes Ich integrieren zu können, ist, diese Gefühle überhaupt zu spüren. John Bradshaw schreibt: „Man kann nur heilen, was man fühlt.“ Deshalb arbeitet er viel mit Meditationen und anderen Methoden, die den Zugang zur häufig verschlossenen Gefühlswelt eröffnen können. In seinen Büchern nimmt Bradshaw unorthodox eine Reihe von Übungen und Methoden u. a. aus der Gestalttherapie und des Stimmendialogs auf.
Scham ist für Bradshaw ein zentraler Begriff im Zusammenhang mit vielen dysfunktionalen Gefühlen, die in ihrer Gesamtheit zu Persönlichkeitsstörungen führen können. Er verwendet den Begriff für meist aus der Familiengeschichte des Betroffenen stammende, internalisierte Gefühle und Annahmen. In Healing the Shame That Binds You (deutsch: Wenn Scham krank macht) unterscheidet er „gesunde“, also hilfreiche von der destruktiven „krank machenden“ Scham. Erlebnisse in der Entwicklungszeit können negativ prägende Scham auslösen, die in Form von z. B. Ersatzgefühlen (ich bin angepasst, obwohl ich eigentlich Zorn empfinde) versteckt unser Leben bestimmen können.
John Bradshaw geht davon aus, dass viele stoffliche und nicht stoffliche Süchte und Abhängigkeiten aus einer seelischen Verletzung des süchtigen Menschen in der Kindheit bis ins Alter der Pubertät resultieren. Er wirbt bei Suchterkrankungen für die Prinzipien des Zwölf-Schritte-Programmes, wie es u. a. von den Anonymen Alkoholiker angewandt wird.

## Auszeichnungen
- John MacDonald Stipendium in Philosophie
- Cardinal Mercier Gold Medal in Philosophie
- Trustees’ Gold Medal for Academic Excellence

## Veröffentlichungen
Fünf von Bradshaws Büchern standen auf der Bestsellerliste der New York Times. Bradshaw schrieb das Skript und produzierte fünf Fernsehsendungen unter dem Titel Bradshaw On: …Family; …Inner Child etc. für das öffentliche-nationale US-Fernsehen PBS, die auf seinen Bestsellern basieren.
- Familiengeheimnisse. Warum es sich lohnt ihnen auf die Spur zu kommen. Koesel, München 1997.
- Wenn Scham krank macht. Verstehen und überwinden von Schamgefühlen. Droemer Knaur MenSana, München 1993. (Techniken um sich durch Affirmationen, Visualisierungen, Meditationen etc. von alten Schamgefühlen zu befreien)
- Das Kind in uns. Wie finde ich zu mir selbst. Droemer Knaur, München 1992. ISBN 3-426-87051-7